# Pedro de Alvarado

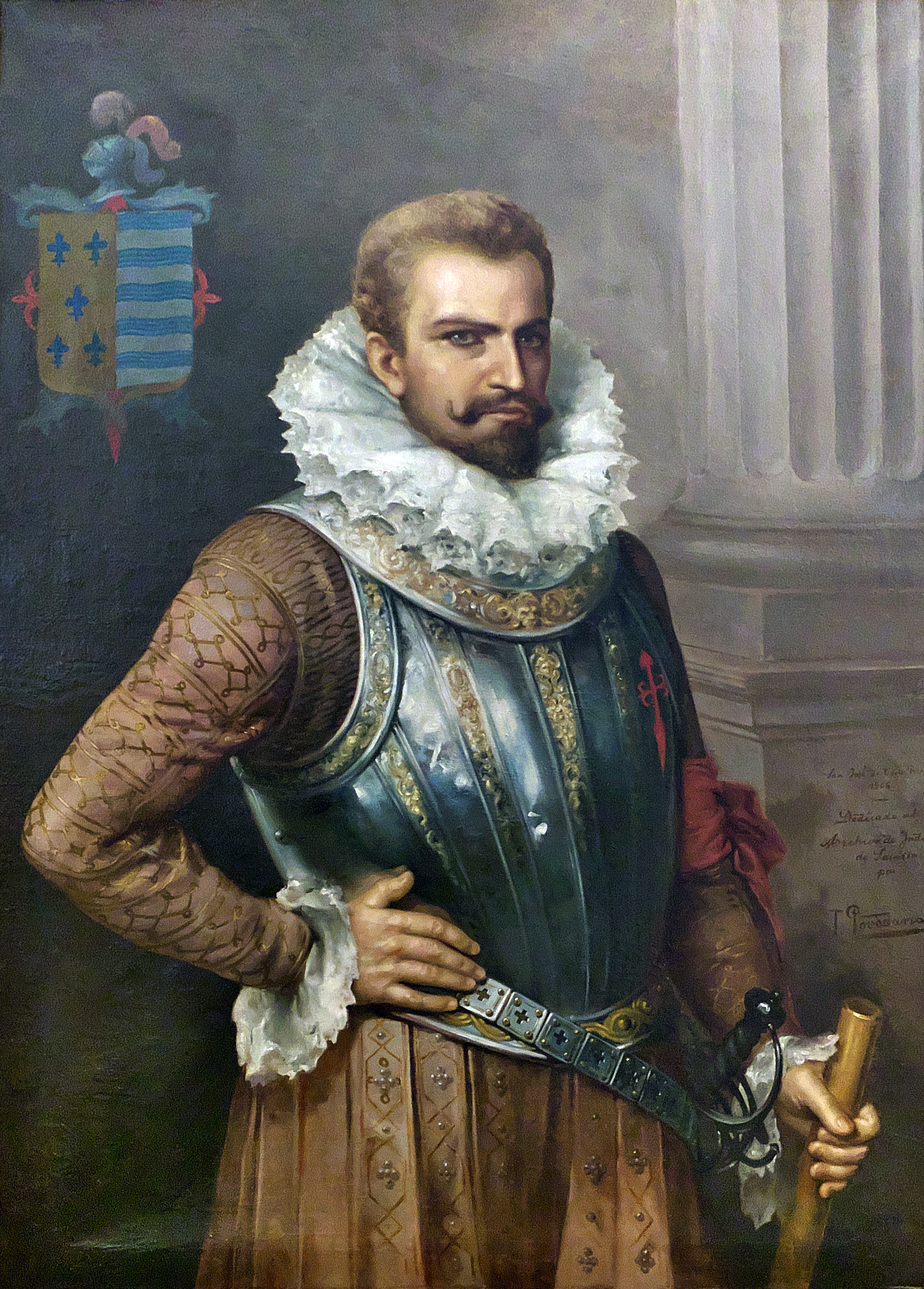
Pedro de Alvarado
(1906), Tomás Povedano

Pedro de Alvarado  (Badajoz, 1486 – Nochistlán, 4 juli 1541) was een Spaanse conquistador.
Hij kwam in 1510 naar Amerika. In 1511 nam hij deel aan de verovering van Cuba aan de zijde van Diego Velázquez en voer mee op de expeditie van Juan de Grijalva in 1518. Vanaf 1519 vocht hij aan de zijde van Hernán Cortés mee in de verovering van Mexico. Op 22 mei 1520, bij afwezigheid van Cortés, liet hij op een Azteeks religieus feest een slachting aanrichten, waarna de Azteken in opstand kwamen. Na de terugkeer van Cortés wisten de Spanjaarden net op tijd te vluchten, al kostte het vele mensenlevens. Dit staat bekend als La Noche Triste (de treurige nacht). Die nacht ontsnapte Alvarado aan de dood door met behulp van zijn lans over een metersbreed kanaal te springen. Hij werd door de Azteken Tonatiuh, de zonnegod, genoemd.
Tussen 1523 en 1524 veroverde hij in opdracht van Cortés het grootste deel van Guatemala. Hij probeerde door te stoten naar het zuiden maar stuitte op hevige tegenstand van de Pipil. Hij werd door Karel I van Spanje tot gouverneur van Guatemala aangewezen. Later werd hij ook gouverneur van Honduras.
Na verhalen over de enorme rijkdommen van de Inca's vertrok hij in 1534 naar Peru. Hij wilde de regio van Quito onderwerpen, maar ontdekte dat dat al gedaan was door Sebastián de Belalcázar. Bijna kwamen beide heren met elkaar in gevecht, maar Francisco Pizarro wist Alvarado af te kopen.
In 1541 vocht hij in de Mixtónoorlog in Nieuw-Galicië. Na een mislukte aanval op een Mixtónvesting werd hij omver gelopen door een paard, en overleed drie dagen later aan zijn verwondingen. Hij werd begraven in Tripetio in Michoacán. Veertig jaar later liet zijn dochter Leonor Alvarado Xicotencatl zijn stoffelijk overschot overbrengen naar de kathedraal van Antigua Guatemala. 